# مارگارت مازانتینی
مارگارت مازانتینی (ایتالیایی: Margaret Mazzantini؛ زادهٔ ۲۷ اکتبر ۱۹۶۱) بازیگر و نویسنده اهل ایتالیا است.
از فیلم‌های او می‌توان به نمی‌توانی به‌تنهایی خود را نجات دهی و آدم‌خوار اشاره کرد.